# Palazzo del governo (Kiev)
Il Palazzo del Governo, noto anche come Palazzo del Governo dell'Ucraina (in ucraino Будинок Уряду України?), si trova nel centro di Kiev, in via Mychajlo Hruševs'kyj, nelle vicinanze della sede del parlamento, la Verchovna Rada dell'Ucraina. Serve da sede del Gabinetto dei ministri dell'Ucraina. Dal 1941 al 1954 è stato l'edificio più alto della città.

## Storia
Il grande palazzo nel centro della città fu costruito tra il 1936 e il 1938 su progetto degli architetti russi Ivan Fomin e, in parte, Pavel Abrosimov, esponenti del classicismo socialista. Nel 1947 venne arricchito con pennoni in lega di metallo e cancelli decorati.

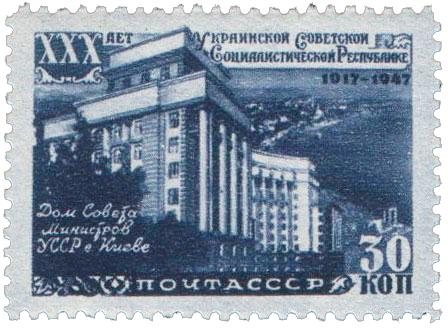
Francobollo emesso dall'Unione Sovietica nel 1948

## Descrizione
La grande facciata è semicircolare e si apre verso via Mychajlo Hruševs'kyj. È caratterizzato dalle alte colonne bianche e dai capitelli corinzi in ghisa. I piani inferiori sono rivestiti con grossi blocchi scuri di labradorite grezza mentre lo zoccolo e i portali sono in granito.
Dal 2015 all'interno del palazzo è ospitato il Museo di Storia dei Governi dell'Ucraina, che racconta le attività dei governi che hanno operato nell'Ucraina moderna dal 1917.

## Nella cultura di massa
Il palazzo viene ricordato in un francobollo postale dell'Unione Sovietica del 1948.